# Panarea
Panarea er en ø nord for Sicilien og er den mindste ø i øgruppen Æoliske øer. Øen har et areal på 3,4 km² og ca. 200 faste indbyggere. Der er færgeforbindelse til naboøerne Lipari og Stromboli. Øen er af vulkansk oprindelse, og der findes varme svovlkilder på øen. Det højeste punkt er Punta del Corvo, 421 m.o.h. Øen er omgivet af adskillige større og mindre, ubeboede klippeskær, bl.a. Basiluzzo, Dàttilo og Lisca Bianca. Panarea har i forhistorisk tid sammen med disse klippeskær udgjort en stor vulkan, som er den ældste af øerne i øgruppen. Det meste af denne vulkan er i dag sunket i havet. Det er muligt fra Panarea at se de hyppige vulkanudbrud på naboøen Stromboli.
Øen har været beboet fra det 15. århundrede f.v.t. og på Den lille halvø Capo Milazzese kan der ses arkæologiske udgravninger fra denne tid. Den har en flot natur og et rigt fugleliv, bl.a. kan den sjældne eleonorafalk ses på øen.
I de senere år er turismen blev kraftigt udbygget på Panarea, og der er især tale om turistfaciliteter i den relativt dyre prisklasse. Udenfor højsæsonen er det dog muligt at indlogere sig på øen til mere overkommelige priser.
Panarea blev sammen med de øvrige øer i øgruppen Æoliske øer i år 2000 optaget på UNESCOs verdensarvsliste på grund af øernes enestående geologi og natur.
38°38′N 15°04′Ø / 38.63°N 15.07°Ø